# Équipe de France féminine de basket-ball des moins de 18 ans
Cet article traite de l'équipe féminine. Pour l'équipe masculine, voir Équipe de France masculine de basket-ball des moins de 18 ans.
Maillots
L'équipe de France féminine de basket-ball des 18 ans et moins est la sélection des meilleures joueuses françaises de 18 ans et moins. Elle est placée sous l'égide de la Fédération française de basket-ball. Le terme 18 ans et moins a remplacé la catégorie Junior.

## Histoire

### 2012

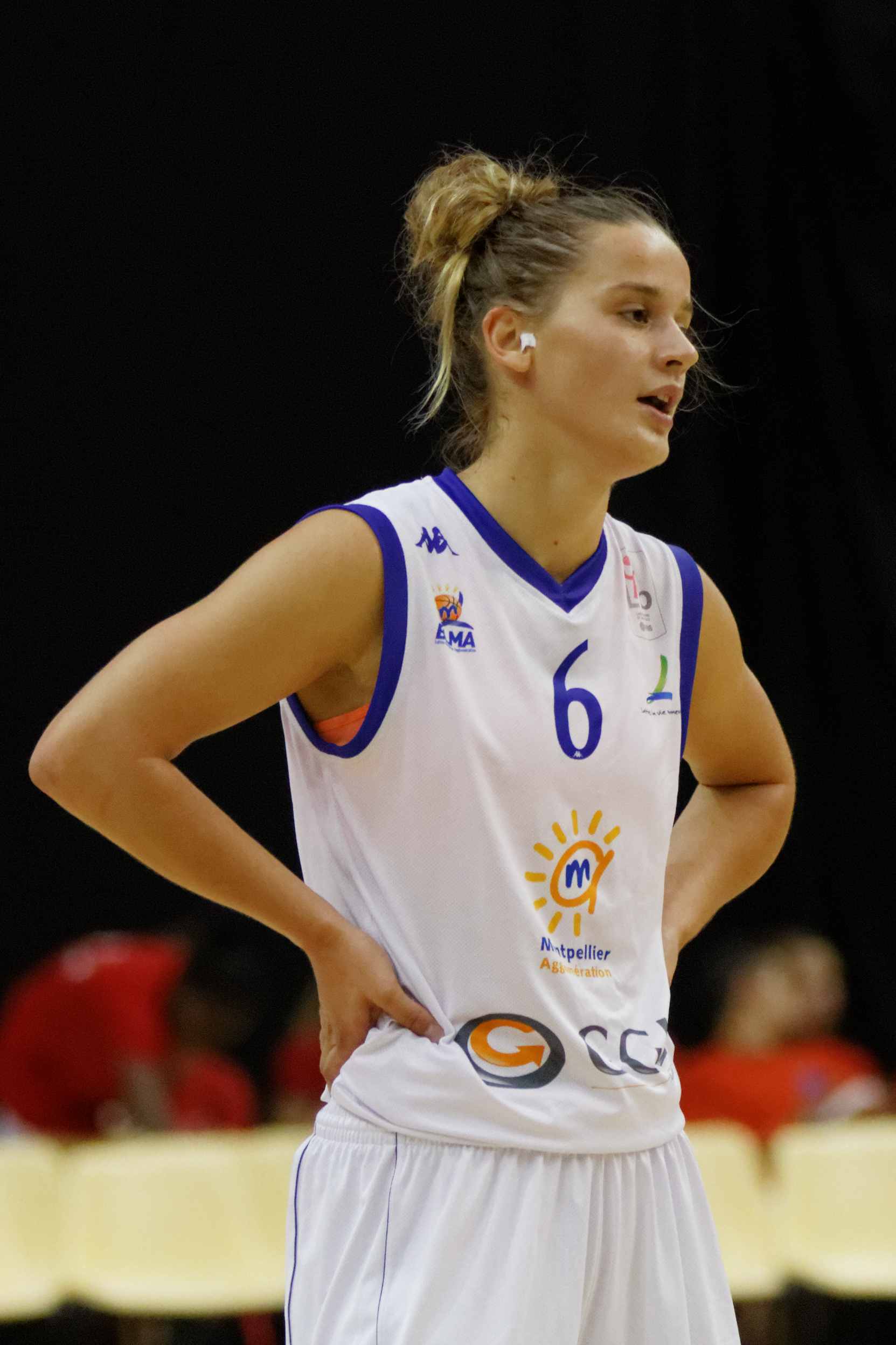
Lidija Turcinovic lors de l'Open LFB 2013

Médaille d'or au championnat d'Europe à Bucarest (Roumanie) du 26 juillet au 5 août 2012 

### 2013

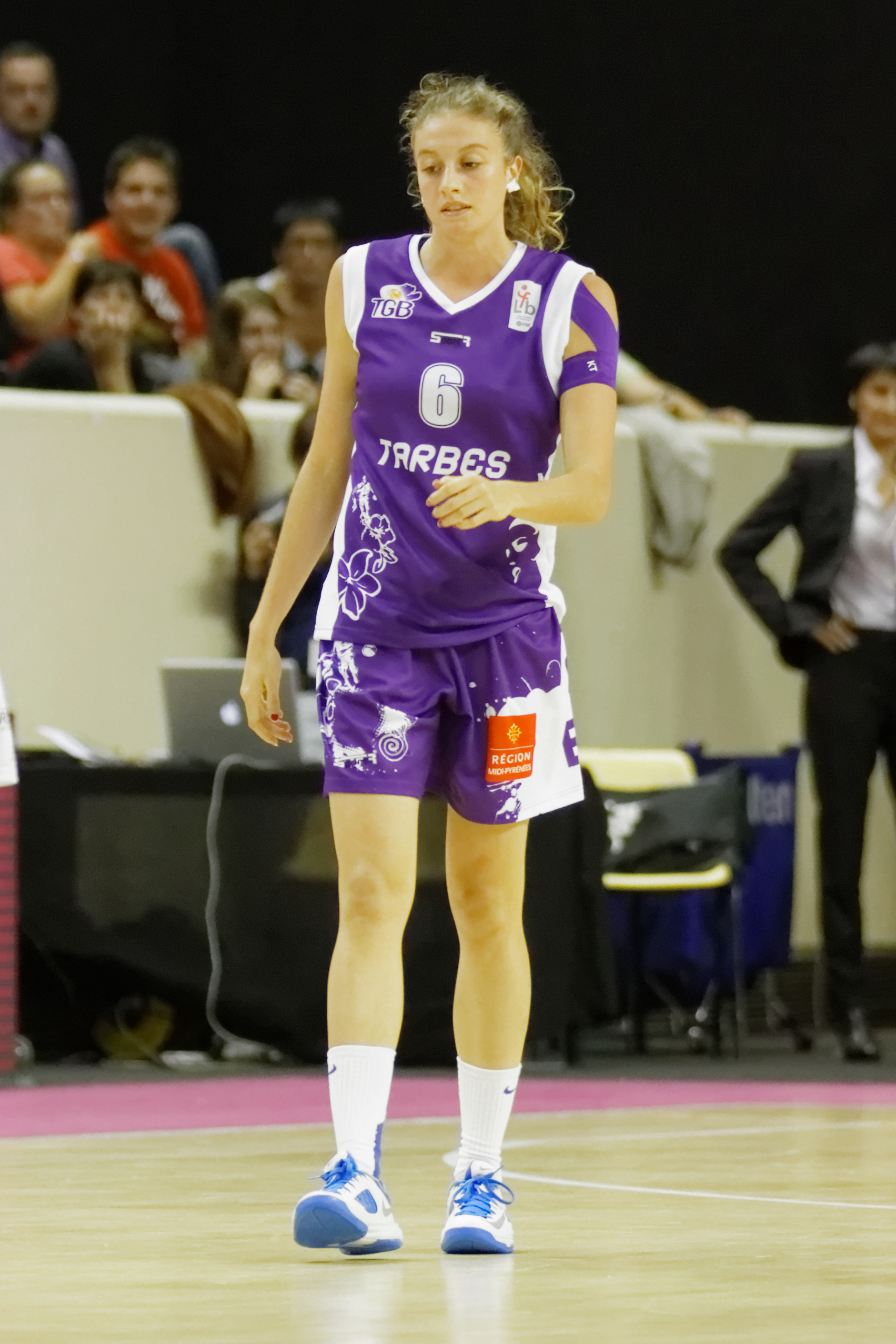
Clémentine Morateur lors de l'Open LFB 2013

Le championnat d'Europe à Vukovar (Croatie) du 15 au 25 août 2013.

### 2014
L'équipe obtient une médaille d'argent, s'inclinant en finale face à la Russie 53 à 57, Louise Dambach (16 points, 2 rebonds en finale) étant élue dans le meilleur cinq du tournoi.

### 2015
Malgré la blessure d'Ornella Bankolé au ligament du genou dès la première rencontre, la France commence son championnat d'Europe par une victoire nette 65 à 51 sur l'Italie avec cinq joueuses françaises à au moins 8 points dont Alexia Chartereau qui aligne 15 points et 5 rebonds, Lisa Berkani avec 12 points et 6 rebonds (mais 4/13 aux tirs et 7 balles perdues) et Francesca Dorby avec 11 points et 8 rebonds. Dominatrice au rebond (52 à 37), la France s'impose de manière convaincante 70 à 48 contre la Lituanie grâce à une seconde période réussie avec 16 points et 6 rebonds de Lisa Berkani et 15 points et 12 rebonds d'Alexia Chartereau. Elle enchaîne avec une victoire facile 56-31 contre les Israéliennes dans la foulée d'un premier quart-temps conclu sur le score de 17 à 3 avec Alexia Chartereau qui inscrit 13 points et 12 rebonds.
Pas attendues à ce niveau, les Portugaises ne cèdent que 50 à 44 après un beau retour en seconde période. Maeva Djaldi-Tabdi termine meilleure marqueuse des Bleues avec 14 points et 5 rebonds, tandis qu'Alexia Chartereau signe son double-double habituel (12 points et 11 rebonds) et que Francesca Dorby se distingue avec 11 points et 8 rebonds, alors que Lisa Berkani n'était pas réussite (3 tirs réussis sur 18). Les Russes sont vaincues 56 à 48 avec une Lisa Berkani retrouvée (23 points et 6 rebonds). Malgré leur maladresse (3/12 aux tirs chacune), Alexia Chartereau (8 points et 8 rebonds) et Francesca Dorby (8 points et 12 rebonds) ont tenu le rebond. Pour conclure la seconde phase, les Françaises disposent 58 à 54 des Espagnoles malgré un départ catastrophique. Peu adroite (2/14 aux tirs) mais présente à des moments décisifs, Lisa Berkani inscrit 12 points aux côtés d'Alix Duchet (12 points, 5 rebonds et 6 passes décisives). Alexia Chartereau termine avec 8 points et 17 rebonds, alors que Francesca Dorby a pu contenir la star espagnole Salvadores à 6 tirs réussis sur 20. Les Bleues terminent donc en tête de leur groupe avant les quarts de finale.
Les Bleuettes battent facilement (89 - 32) les Néerlandaises en quarts de finale. Avec Ana Tadic (16 points à 7/10 aux tirs, 7 rebonds et 3 contres) ou Marie-Paule Foppossi (10 points), le banc relaie parfaitement le trio Alexia Chartereau (15 points et 12 rebonds), Lisa Berkani (13 points) et Alix Duchet (8 points et 9 passes décisives). Seule ombre au tableau, la blessure de Maeva Djaldi-Tabdi qui contraint la France à jouer à dix la fin de match. En demi-finales, la France s'offre une belle victoire 62-59 face à la Russie malgré les 17 rebonds de Raïssa Moussina. Auteure du dernier panier de la victoire alors que les deux équipes étaient à égalité, Lisa Berkani inscrit 23 points et 10 rebonds, bien secondée notamment par Alix Duchet (10 points, 5 rebonds et 5 passes décisives) et Ana Tadic (10 points et 10 rebonds). En finale, les Bleues retrouvent des Espagnoles qu'elles ont battues quelques jours plus tôt. Elles prennent le meilleur départ, mais souffrent au deuxième et troisième quart temps et ne peuvent que faire jeu égal dans la dernière période pour s’incliner  76 à 60. Alexia Chartereau inscrit 15 points, 10 rebonds et 5 passes décisives, Maeva Djaldi-Tabdi 13 points, 12 rebonds et 5 passes décisives et Alix Duchet 9 points, 6 rebonds et 6 passes décisives, alors que Lisa Berkani manque de réussite (5/20 aux tirs) malgré ses 14 points. Les hispaniques Angela Salvadores (27 points, 7 rebonds et 4 passes décisives) et Maria Conde (21 points et 16 rebonds) ont dominé la partie pour offrir à leurs le second titre en trois ans en U18.

### 2016
L'équipe de France féminine dispute l'Euro U18 du 23 au 31 juillet à Sopron en Hongrie où elle remporte sa seconde médaille d'or dans la catégorie.
Les Bleuettes remportent leur match d’ouverture face à la Croatie. Elle créent unn écart dès le premier quart-temps grâce à leur attaque (24-14, 10e) avant de le creuser en serrant les rangs en défense dans le deuxième (45-19, 20e). En seconde période, elles ne se relâchent pas (65-30, 30e) pour conclure sur le score très sévère de 88 à 37 avec notamment 13 points, 7 rebonds et 3 passes décisives pour Alexia Chartereau. Face aux Hongroises à domicile menées par Reka Lelik (22 points dont 18 points en première mi-temps, 6 rebonds et 6 passes décisives), la France est le plus souvent menée (36-44) avant de serrer les rangs en défense. Marie-Paule Foppossi (9 points et 5 rebonds) sonne la révolte d'un 17-7 pour conclure la troisième mi-temps (53-51). Emmanuelle Tahane (9 points) et Loreen Kerboeuf (12 points et 4 rebonds) s'illustrent alors qu'Alexia Chartereau (19 points et 6 rebonds) donne le coup de grâce. Pour son dernie match de poule, la France s'impose aisément 84-42 face à la Slovénie. Ce n'est que dans le seul dernier quart temps que les Bleues concèdent plus de 10 points à leurs adversaires. Les réservistes disposent d'un fort temps de jeu qui permet à Camille Lenglet (13 points et 5 passes décisives) et Amandine Michaud (16 points et 3 passes décisives) de s'illustrer.

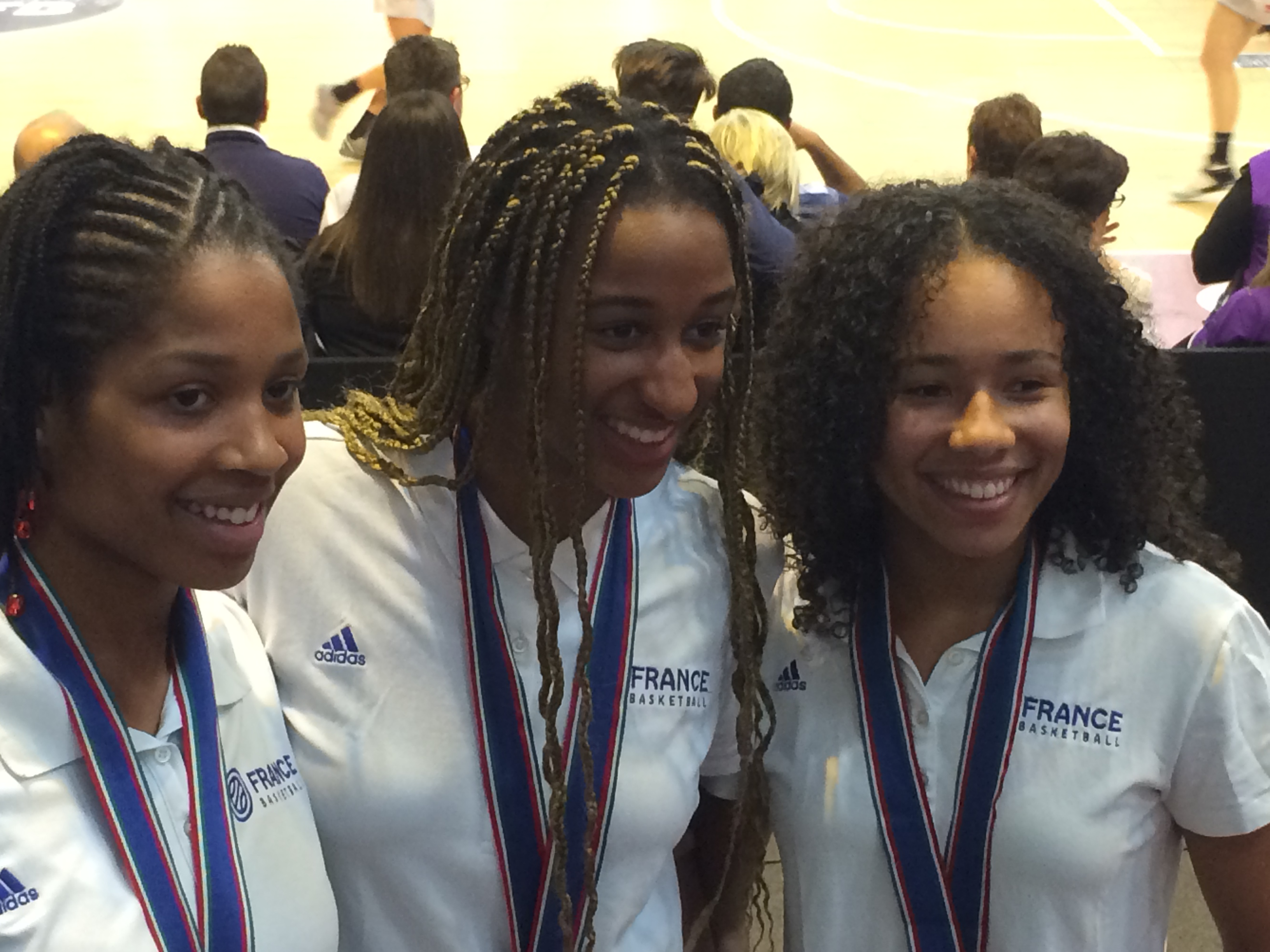
Trois joueuses de l'équipe de France U18 dont Kadiatou Sissoko et Tima Pouye.

Favorites du huitième de finale, les Françaises se révèlent maladroites et la Lituanie prend un point d'avance dans le premier quart temps (11-12). Elles réussissent un 13-0 mené par Kadiatou Sissoko (8 points) et Maëva Djaldi-Tabdi (8 points et 5 rebonds) qui leur permet de mener 30 à 22 à la pause et même de 13 points (40-27) au milieu du troisième quart-temps. Mais les Lituaniennes provoquent des fautes et marquent leurs lancers francs (44-38). Martyna Petrenaite redonne l'avantage aux Baltes. Les deux équipes sont à égalité à l'entrée de la dernière minute. Alexia Chartereau (16 points, 10 rebonds et 4 interceptions) offre la victoire à trois secondes du terme sur le score de 53 à 51. En quart de finale, l'Italie prend le meilleur départ (11-14 à la 10e minute), mais les Bleues réalisent ensuite un 11-0. Les Italiennes restent au contact avant la pause (29-25). Malgré les efforts de Lorela Cubaj (21 points et 7 rebonds), les Françaises gardent un léger avantage avant la dernière période (44-40). Marie-Paule Foppossi (9 points à 7/11 aux lancers-francs), Tima Pouye (11 points, 8 rebonds et 3 passes décisives) et Alexia Chartereau (9 points et 12 rebonds) assurent le succès français 60 à 52 dans les dernières minutes.
Opposées à la Lettonie, les Bleues s'imposent 53 à 44 pour accéder à une quatrième finale consécutive dans cette catégorie et se qualifier pour le Mondial U19 de 2017 en Italie. Elles prennent le meilleur départ (13-5 à la 10e minute). Dominant  le secteur du rebond (62 à 40) notamment avec Maëva Djaldi-Tabdi (5 points et 11 rebonds en 14 minutes), elles compensent leur manque d'adresse (30% dont 2/17 à 3 points). Les Lettones recollent avec des tirs extérieurs, mais Loreen Kerboeuf (11 points) préserve un léger avantage à la pause (24-23). Kadiatou Sissoko et Tima Pouye (9 points et 9 rebonds) apportent de la vivacité, mais la Lettonie résiste avec des tirs primés dont ceux de Dinija Pavelsone (13 points). C'est toutefois insuffisant pour espérer doubler des Françaises toujours dominatrices dans la raquette. Le match reste équilibré mais un tir à 3 points de Pouye  juste avant le dernier quart-temps donne un peu d'air aux Bleues (38-34). Alexia Chartereau (11 points et 14 rebonds) et Myriam Djekoundade (5 points et 10 rebonds) font la différence malgré du déchet aux lancers-francs (5/12).
Face à une équipe d'Espagne qui leur réussit rarement, les Bleues prennent un départ autoritaire (9-2) avec une domination au rebond et deux tirs primés de Chartereau. Kadiatou Sissoko (11 points et 4 rebonds) alimente également la marque (19-9 à la 10e) sans que les Françaises ne se laissent déconcentrer par une fuite dans la toiture de la salle qui interrompt le jeu pendant de nombreuses minutes Maria Erauncetamurguil (15 points et 9 rebonds) tente de résister, mais l'écart demeure à la mi-temps (32-19). La reprise est un temps indécise mais Ana Tadic (10 points, 3 rebonds et 2 contres) permet de conserver une belle avance à la fin du troisième quart temps (45-34). Tima Pouye (12 points, 8 rebonds et 7 passes décisives) puis Loreen Kerboeuf (6 points et 5 passes décisives) portent l'estocade à 3 points  sur des Espagnoles qui sombrent. Alexia Chartereau (19 points, 12 rebonds et 3 passes décisives) conclut la rencontre par un dernier tir à trois points qui offre 30 points d'avance (74-44) aux Françaises. Avec 13 points (45% aux tirs), 9 rebonds et 1,7 passe décisive en 22,7 minutes de jeu et plusieurs actions décisives, Alexia Chartereau est nommée meilleure joueuse du tournoi dans un cinq complété par Reka Lelik (Hongrie), Naira Caceres (Espagne), Digna Strautmane (Lettonie) et Raïssa Moussina (Russie).
De cette finale, Arnaud Guppillotte analyse : « L'Espagne joue avec la grinta, une forte pression défensive tout terrain notamment le premier rideau. Si on ne contrôle pas ce que l'on fait, ça peut rapidement devenir un vrai rouleau compresseur et subir leur jeu. Face à cette défense nous n'avons perdu que 3 ballons, (... nous nous étions concentrés sur trois points. Le premier était de casser leur pression tout terrain en passant ce premier rideau et jouer les surnombres. Le deuxième était de casser leurs 1 contre 1 (...) Enfin, sur le dernier point, nous voulions jouer le plus possible sur demi-terrain.) » Alors que cette génération 1998 n'avait pas obtenue de titre dans les catégories inférieures et en dépit des arrivées tardives de Sissoko, Pouye, Tahane retenues pour le Mondial U17 et de Chartereau pour l'Euro U20, le groupe s'est soudé autour de l'objectif de victoire : « Nous avons mis en place un process dans les attitudes à avoir (...) avec un seul objectif qui n'était pas de pouvoir gagner mais de gagner (...) Elles m'ont rappelé la génération 1993 que j'avais eu auparavant, cohérence, cohésion, vie de groupe. J'ai retrouvé cela avec cette génération, ce titre elles ont été le chercher ensemble (...) Le groupe a bien réagi [aux] arrivées tardives et, de notre côté avec le staff il a fallu gérer et préserver leurs états de forme afin qu'elles soient prêtes pour les matchs couperets (...) Tout le monde, toutes les joueuses ont tiré dans le même sens et se sont approprié le « process ». Cela nous a rendu les choses plus simples ».
Un an après, le club de Mondeville décèle une fragilité cardiaque chez Loreen Kerboeuf, ce qui la contraint à mettre un terme à sa carrière sportive.

### 2017
Grâce à premier quart-temps réussi (21-11), la France s'impose face à la Belgique, 52 à 43 malgré une adresse limitée à 32,4%, avec Kadiatou Sissoko (10 points à 4/10 et 4 rebonds pour 6 d'évaluation en 27 minutes), qui comme Tima Pouye (4 points à 2/13, 5 rebonds et 3 passes décisives pour 3 d'évaluation en 27 minutes) sort du Mondial U19, les Françaises ont été maladroites. Elles sont en revanche battues 55 à 36 par les Italiennes. Les Bleues ont marqué 12 points dans le premier quart-temps puis 6, 9 et 9 pour finir avec seulement 36 unités. Avec 27,8% de réussite aux tirs, 20 balles perdues pour 8 passes décisives. Malgré un premier quart-temps gâché par de nombreuses pertes de balles, la France s'impose 74 à 56 contre la Bosnie-Herzégovine avec des performances notables pour Naomi Mbandu (13 points à 5/9, 6 rebonds, 3 passes décisives, 3 balles perdues et 2 interceptions pour 16 d'évaluation en 22 minutes) et Caroline Germond (11 points à 4/6 dont 3/5 à 3-points, 5 rebonds, 4 passes décisives et 3 interceptions pour 21 d'évaluation en 25 minutes).
Les joueuses de Cathy Melain avaient pourtant bien commencé (24-13 après un quart-temps), mais la suite fut plus dire avec les Russes jouant avec trois championnes du monde U19 (Stolyar, Safonova et Kozhukhar), même si cette dernière est sortie après 10 minutes de jeu à cause d'une entorse. Encore menées 55 à 45 à 7 minutes de la fin ou encore 58-50 à 5 minutes 30, leur défense dans les dernières minutes permet aux Françaises de l'emporter 63 à 60. Tima Pouye a marqué 12 de ses 15 points dans le dernier quart temps, dont deux paniers à trois points suivis d'un 2+1 en l'espace de 58 secondes de jeu. L'équipe de France a battu l'Espagne 51 à 45 en quart de finale. Malgré une entorse en début de rencontre Kadiatou Sissoko (9 points à 4/8 et 9 rebonds pour 11 d'évaluation en 29 minutes) et Tima Pouye (12 points à 4/12, 8 rebonds, 3 passes décisives et 4 balles perdues pour 10 d'évaluation en 34 minutes) ont bien géré la fin de rencontre. Malgré une réussite aux tirs de 32,6% (dont un 2/22 à 3-points), les Françaises ont mené, avec notamment un très bon troisième quart-temps. En effet, leur défense a contenu l'Espagne à 28,3%, mais  l'évaluation collective de 61 pour la France contre 31 aux Ibériques, montrant que leur victoire n'est pas imméritée.
En demi-finale, la France a dû céder face à la Serbie (66-48) par la Serbie. Naomi Mbandu, Tima Pouye et Noémie Brochant permettent une entame équilibrée après 10 minutes de jeu (15-14). Océane Monpierre réussit son entrée en jeu aux côtés de Kadiatou Sissoko (11 points et 7 rebonds) et la France compte jusqu’à 10 points d’avance. Mais la Serbie réplique avec un 11-2 avant la pause et reprend même un léger avantage à la pause (26-25). Tima Pouye (19 points, 4 rebonds et 3 passes décisives) en feu donne 11 unités d’avance aux Bleues mais la défense ne suit plus et les Serbes d'Ivana Katanic (22 points, 8 rebonds et 9 passes décisives) reviennent au score. La France encaisse un 19-0 à cheval sur les troisième et quatrième quarts-temps. Pour le gain de la troisième place, les Françaises se reprennent et parviennent à battre la République tchèque 55 à 48 et remporter la neuvième médaille consécutive des Bleues dans cette catégorie. Discrète jusqu'ici, Caroline Germond (16 points et 2 interceptions). Surtout en vue sur le plan défensif jusqu'ici dans le tournoi, la meneuse tricolore enfile 11 points dès le premier quart-temps, dont trois tirs primés consécutifs pour offrir un premier net avantage à son équipe (21-12 à l'issue du premier quart-temps). Les Tchèques jeu reviennent à quatre points (43-39) à quelques minutes de la fin, mais Tima Pouye (6 points, 4 rebonds et 4 passes décisives, mais 3/15 aux tirs) et Kadiatou Sissoko (17 points, 9 rebonds et 3 passes décisives), qui est élue dans le meilleur cinq du tournoi, maintiennent l'avantage aux Tricolores,.

### 2018
L'équipe qui doit disputer le Championnat d'Europe à Udine (Italie) du 4 au 12 août compte deux joueuses de la génération 2001, médaille d'argent à la coupe du monde U17, Yohana Ewodo et Janelle Salaün.
La France ouvre le tournoi par un succès contre la Russie 57 à 50 en ayant laissé ses adversaires n'inscrire que deux points entre la 32e et 39e minute (41-40 puis 55-42). Caroline Germond a cumulé 11 points à 5/7, 3 rebonds et 4 interceptions pour 15 d'évaluation en 22 minutes et Nabala Fofana 12 points à 6/15 et 7 rebonds en 23 minutes. Elles enchaînent par un succès 60 à 53 contre les Polonaises. Après un premier quart temps raté, les Bleues recollent à la mi-temps puis se détachent une première fois dans le troisième quart temps, puis surtout dans la dernière période à la faveur d'une adresse retrouvée à trois points (9/24 avec Kenza Salgues, Yohana Ewodo puis Paloma Wouts) alors que Nabala Fofana avait bien tenu son rôle intérieur (16 points à 6/7, 8 rebonds mais 5 balles perdues en 20 minutes). Face à l'Irlande, équipe déjà battue deux fois en poule, les Françaises font un bon premier quart temps (23-7) et ne seront lus rejointes. Malgré une adresse extérieure défaillante (2/17 à 3-points), elles s'imposent 62 à 39.
En huitièmes de finale, la France s'impose sans difficulté contre la Bosnie-Herzégovine 91 à 47, seule Gorana Marjanovic se faisant remarquer avec 12 points, 3 rebonds et 2 contres. Nabala Fofana a été la meilleure marqueuse de la rencontre avec 14 points en 16 minutes. En quart de finale, la France est cependant dominée par la Hongrie qui s'impose 69 à 61 après avoir mené toute la rencontre. Les Françaises sont surclassées au rebond et manquent d'adresse (0/8 à trois points) en première période. Malgré la bonne entrée d'Océane Monpierre (8 points et 3 rebonds), Nora Wentzel (14 points) donnera jusqu'à 16 points d'avance aux Magyares. Orsolya Toth (11 points et 12 rebonds) se montre également adroit à l'extérieur. La réaction tardive de Kenza Salgues (13 points à 3/11 aux tirs) et Nabala Fofana (12 points, 6 rebonds et 4 passes décisives) ne peut masquer le différentiel d'adresse à trois points (6/9 contre 5/27). Les Bleues voient s'envoler l'espoir d'une dixième consécutive dans la catégorie.
En match de classement, les Françaises s'inclinent 49 à 59 contre les Belges et ne seront donc pas qualifiées pour le mondial U19 de 2019. Si la génération 2000 avait conquis le bronze U16 en 2016, c'était avec le renfort de la très forte génération 2001. L'équipe a de nouveau manqué d'adresse, à deux points (15/43, soit 35% de réussite) comme à trois points (3/20) et a cédé dans deuxième quart-temps où Maxuella Lisowa Mbaka (25 points à 8/10 et 7 rebonds pour 27 d'évaluation en 25 minutes) a pu faire la différence. Dominées au rebond (20 rebonds offensifs pour les Belges), les Françaises ont été dominées seule la 2001 Janelle Salaün (11 points à 4/6 et 13 rebonds) ayant pu se montrer à son avantage.
Les Françaises remportent finalement le match de classement pour le gain de la septième place en disposant de la Russie 65 à 60. Malgré une entame intéressante, les Bleues sont menées 34 à 32 à la mi-temps. Toujours avec des arrières peu adroites, les Françaises se sont accrochées avec Yohana Ewodo (15 points à 6/7 aux tirs, 8 rebonds et 2 passes décisives pour 21 d'évaluation) et Nabala Fofana (9 points mais à 4/12 au tir, 11 rebonds et 2 passes pour 11 d'évaluation).

### 2019
L'équipe dispute le Championnat d'Europe à Sarajevo (Bosnie-Herzégovine) du 6 au 14 juillet 2019. Battue par les Hongroises en demi-finales après avoir été retardées 90 minutes par un accident de la circulation et n'ayant disposé que de cinq minutes d'échauffement, les Bleuettes parviennent à accrocher une médaille de bronze en dominant les Russes 77 à 45 avec notamment  Marie Pardon (13 points, 5 rebonds, 4 passes), Janelle Salaün (11 points, 5 rebonds, 3 passes) et Serena Kessler (11 points, 10 rebonds, 6 passes).
L'entraîneur Arnaud Guppillote estime ce résultat d'autant plus satisfaisant que le groupe était privé de Marine Fauthoux et Iliana Rupert retenues en équipe de France A, de Kendra Chéry et Zoé Wadoux forfaits et de Vaciana Gomis blessée lors du premier match : « Il y a la qualité des joueuses qui étaient présentes et aussi leur investissement car il y avait beaucoup de débutantes. Quatre ou cinq joueuses n’avaient jamais fait de CE. On n’avait pas de marge de manœuvre mais elles ont fait un CE vraiment splendide. C’est une très belle médaille de bronze ».

### 2023
L'équipe dispute le Championnat d'Europe à Sarajevo (Bosnie-Herzégovine) du 1er au 9 juillet 2023 à Konya et obtient la médaille d'argent, battue en finae 63 à 61 par la Slovénie.

## Résultats

### Palmarès
| Compétitions continentales |
| --- |
| - EuroBasket U18 (3) - Vainqueur en 2012, 2016 et 2024 - Finaliste en 1981, 2002, 2009, 2011, 2013, 2014, 2015 et 2023 - Troisième en 2005, 2010, 2017, 2019, 2022 et 2025 |

### Parcours en compétitions internationales

#### Eurobasket U18
| Année | Position      |      | Année     | Position |                              | Année | Position |
| 1965  | 8e            | 1994 | 5e        | 2014     | Finaliste                    |       |          |
| 1967  | 9e            | 1996 | 7e        | 2015     | Finaliste                    |       |          |
| 1969  | Non qualifiée | 1998 | 10e       | 2016     | Vainqueur                    |       |          |
| 1971  | Non qualifiée | 2000 | 5e        | 2017     | Troisième                    |       |          |
| 1973  | 11e           | 2002 | Finaliste | 2018     | 7e                           |       |          |
| 1975  | 10e           | 2004 | 5e        | 2019     | Troisième                    |       |          |
| 1977  | 10e           | 2005 | Troisième | 2020     | Annulé en raison du Covid-19 |       |          |
| 1979  | 10e           | 2006 | 6e        | 2021     | Annulé en raison du Covid-19 |       |          |
| 1981  | Finaliste     | 2007 | 7e        | 2022     | Troisième                    |       |          |
| 1983  | 7e            | 2008 | 4e        | 2023     | Finaliste                    |       |          |
| 1984  | 11e           | 2009 | Finaliste | 2024     | Vainqueur                    |       |          |
| 1986  | 6e            | 2010 | Troisième | 2025     | Troisième                    |       |          |
| 1988  | 9e            | 2011 | Finaliste | 2026     | -                            |       |          |
| 1990  | 7e            | 2012 | Vainqueur | 2027     | -                            |       |          |
| 1992  | 4e            | 2013 | Finaliste | 2028     | -                            |       |          |